# Kooka
Kooka és un programa d'escaneig, fàcil d'usar i de codi obert GNU/Linux distribuït sota la Llicència Pública General (GPL) amb excepcions. És l'aplicació d'escaneig per elecció del projecte KDE i així és part oficial dels paquets gràfics del KDE.
Kooka ajuda a manejar els paràmetres més importants de l'escaneig i troba el format correcte de la imatge per guardar i manejar les imatges escanejades. També ofereix suport per diferents mòduls OCR. Libkscan, una part autònoma del Kooka, proveeix un servei d'escaneig per un ús fàcil i consistent de totes les aplicacions.